# Balsareny
Balsareny là một đô thị trong comarca Bages, tỉnh Barcelona, Catalonia, Tây Ban Nha.

## Dân số
Theo dữ liệu điều tra dân số của Tây Ban Nha
| 1981  | 1991  | 2001  | 2011  |
| ----- | ----- | ----- | ----- |
| 3,624 | 3,405 | 3,195 | 3,484 |